# Bugsy Siegel
Benjamin „Bugsy” Siegel (ur. 28 lutego 1906 w Nowym Jorku, zm. 20 czerwca 1947 w Beverly Hills) – amerykański gangster pochodzenia żydowskiego.
Bugsy Siegel urodził się w rodzinie ubogich Żydów, pochodzących z guberni podolskiej, należącej wówczas do rosyjskiego imperium. W młodości dołączył do gangu na Manhattanie. Poznał wówczas Moe Sedwaya i Meyera Lansky’ego. Bugsy pracował wówczas jako morderca na zlecenie. W czasach prohibicji zajmował się przemycaniem alkoholu z pomocą Charlesa „Lucky” Luciano i Franka Costello, gangsterów rodziny Genovese. Wraz z Albertem Anastasią, Vitem Genovese i Joem Adonisem w 1931 roku dokonali zamachu na Joego Masserię, co zakończyło wojnę gangów z lat 1929–1931. W 1932 roku Bugsy został aresztowany za hazard, lecz wypuszczono go.
28 stycznia 1929 roku poślubił Estę Krakower, z którą miał dwie córki, Millicent i Barbarę. W 1937 roku Benjamin Siegel wyjechał do Beverly Hills, gdzie zamieszkał we własnej willi. W 1939 roku Bugsy, Whitey Krakower (brat Esty) i dwaj inni gangsterzy zamordowali Harry’ego Greenberga za donoszenie policji. 30 stycznia 1942 roku został oskarżony o to morderstwo, lecz ława przysięgłych 21 lutego uznała go za niewinnego.
W latach 40. Bugsy robił interesy w Las Vegas, zarabiając na tym miliony dolarów. Stał się słynny dzięki otwarciu Hotelu Flamingo. Przejmował także inne interesy w Las Vegas. 20 czerwca 1947 roku nieznany morderca zastrzelił go w jego własnym domu kilkoma pociskami z karabinka M1.

## Odniesienia w kulturze
- Debiutem reżyserskim Joel Schumachera był telewizyjny dramat biograficzny NBC Virginia Hill (1974) z Dyan Cannon w roli tytułowej i Harveyem Keitelem  jako Bugsy Siegelem[3].
- W 1991  nakręcono film Bugsy w reżyserii Barry’ego Levinsona, opowiadający o losach Benjamina Siegela. Tytułową rolę zagrał Warren Beatty.